# Unforgiven 2003
Unforgiven 2003 è stata la sesta edizione dell'omonimo pay-per-view prodotto dalla World Wrestling Entertainment. L'evento, esclusivo del roster di Raw, si è svolto il 21 settembre 2003 al Giant Center di Hershey. La tagline dell'evento era Face Your Fear ("Affronta le tue paure"), mentre la colonna sonora è stata Enemy dei Sevendust.
Il main event dell'evento fu valido per il World Heavyweight Championship tra il campione Triple H e lo sfidante Goldberg. Goldberg vinse l'incontro e il World Heavyweight Championship schienando Triple H dopo l'esecuzione di una spear e della Jackhammer. I match predominanti della card furono il triple threat match per l'Intercontinental Championship tra il campione Christian e gli sfidanti Rob Van Dam e Chris Jericho, vinto da Christian dopo aver colpito Van Dam con il titolo, e il Last Man Standing match tra Kane e Shane McMahon, vinto dal primo dopo un conto di dieci dell'arbitro. Un altro match predominante fu quello tra Randy Orton e Shawn Michaels, vinto da Orton per schienamento dopo aver colpito Michaels con un tirapugni.

## Storyline
La rivalità principale dell'evento fu quella per il World Heavyweight Championship tra il campione Triple H e lo sfidante Goldberg. Il mese precedente a SummerSlam, Triple H vinse l'Elimination Chamber match mantenendo il World Heavyweight Championship dopo aver eliminato per ultimo Goldberg. Dopo la fine del match, Triple H insieme ai membri dell'Evolution (Randy Orton e Ric Flair), ammanettò Goldberg alla gabbia e lo colpì ripetutamente con lo sledgehammer. La notte seguente a Raw, Goldberg sfidò Triple H in un match quella sera. Triple H rifiutò dicendo che si sarebbero affrontati a Unforgiven. Triple H aggiunse la stipulazione nella quale in caso di sconfitta, Goldberg sarebbe stato costretto a ritirarsi. Nella puntata di Raw del 1º settembre, Goldberg, Shawn Michaels e Maven sconfissero l'Evolution (Triple H, Randy Orton e Ric Flair). Verso la fine del match, Orton attaccò Goldberg dietro le spalle mentre quest'ultimo si stava preparando per la spear contro Triple H. Goldberg fu in grado di salvarsi dal conto di due e eseguì il Jackhammer su Orton per la vittoria. La settimana successiva a Raw, il co-general manager Steve Austin aggiunse che, in caso Triple H avesse cercato di farsi squalificare o contare fuori, avrebbe perso il titolo.
Un'altra rivalità predominante dell'evento fu tra Kane e Shane McMahon. Nella puntata di Raw del 23 giugno, dopo aver perso un Title vs. Mask match contro Triple H, Kane fu costretto a togliersi la maschera e attaccò il suo compagno di coppia Rob Van Dam con una Chokeslam. Nella puntata di Raw del 14 luglio durante un'intervista tra Kane e Jim Ross, Kane diede fuoco a Ross pensando che quest'ultimo lo stesse deridendo. La settimana seguente a Raw, dopo che il match tra Kane e Van Dam terminò senza un vincitore di fatto, Linda McMahon intervenne per sedare l'attacco di Kane ai danni di Van Dam. Tuttavia, Kane eseguì un Tombstone Piledriver ai danni di Linda McMahon sulla rampa di entrata. Nella puntata di Raw del 28 luglio, Shane McMahon fece un ritorno a sorpresa attaccando Kane per le sue azioni compiute la settimana precedente. La settimana successiva a Raw, Eric Bischoff sconfisse Shane McMahon in seguito all'interferenza di Kane, il quale colpì McMahon con un Tombstone Piledriver sui gradonia di acciaio. A SummerSlam, Kane sconfisse Rob Van Dam in un No Holds Barred match e Shane McMahon sconfisse Eric Bischoff in un No Disqualification Falls Count Anywhere match. La sera seguente a Raw, Kane intervenne durante il match tra Shane McMahon e Chris Jericho, colpendo McMahon con una Chokeslam. In seguito, McMahon colpì Kane con un superkick e lo fece cadere dentro un cassonetto ricoperto di fuoco e pieno di gasolio. Nella puntata di Raw dell'8 settembre, Bischoff annunciò che Kane e Shane McMahon si sarebbero affrontati in un Last Man Standing match a Unforgiven. La settimana seguente a Raw, dopo la firma del contratto in vista del loro match di Unforgiven, McMahon colpì Kane con diversi low blow per poi colpirlo con un Leap of Faith attraverso il tavolo dei commentatori.
La rivalità predominante dell' undercard fu quella tra Randy Orton e Shawn Michaels. A Bad Blood, Ric Flair sconfisse Shawn Michaels in seguito all'interferenza di Randy Orton, che colpì Michaels con una sedia di acciaio. nella puntata di Raw del 21 luglio, Chris Jericho sconfisse Michaels in un single match. Durante l'incontro, Orton intervenne a favore di Jericho eseguendo una RKO su Michaels mentre l'arbitro era distratto. La settimana seguente a Raw, durante l'Highlight Reel di Jericho, Orton disse di essere diventato un "uccisore di leggende" e Michaels sarebbe stata la sua prossima vittima. Michaels arrivò e iniziò una rissa tra i due. Nella puntata di Raw del 1º settembre, Steve Austin annunciò che Orton avrebbe affrontato Michaels a Unforgiven. Due settimane più tardi a Raw, Orton disse a Michaels che lo avrebbe usato come "trampolino per il successo". Michaels rispose dando uno schiaffo a Orton e gli disse che se Orton lo avesse usato come trampolino di successo, egli lo avrebbe usato come un passo difficile.
La sfida delle Divas per Unforgiven fu un tag team match tra la coppia formata da Trish Stratus e Lita contro quella formata da Molly Holly e Gail Kim. Gail Kim fece il suo debutto nella puntata di Raw del 30 giugno e vinse il Women's Championship in una battle royal. Quattro settimane più tardi a Raw, Kim perse il titolo contro Molly Holly. Dopo aver sconfitto Molly Holly in un incontro non titolato la settimana seguente, Trish Stratus venne attaccata da Holly e Victoria. La Kim intervenne apparentemente per salvare la Stratus; per poi attaccarl e compiere un turn heel. Nella puntata di Raw del 15 settembre, Lita tornò da un infortunio e salvò la Stratus dall'attaccò della Holly e la Kim, portando a un match tra le due coppie a Unforgiven.

## Evento

### Match preliminari
Prima della messa in onda dell'evento, Maven sconfisse Stevie Richards a Sunday Night Heat.
Il primo match ad andare in onda fu il 3-on-2 Handicap Tables match per il World Tag Team Championship tra i Dudley Boyz (Bubba Ray Dudley e D-Von Dudley) e i campioni de La Résistance (Sylvan Greinier e René Duprée). I Dudley Boyz eseguirono la 3D su Duprée sopra il tavolo per vincere l'incontro e il World Tag Team Championship.
Il match che seguì fu la sfida tra Test e Scott Steiner. Dopo aver provato una clothesline, Test venne colpito da Steiner con un fallaway slam, che gli valse il conto di uno. Più tardi durante la contesa, Test tentò un double axe handle, che Steiner trasformò in un suplex. Verso la fine, Test cercò di colpire Steiner con una sedia ma Stacy Keibler glielo impedì. La Keibler provò a colpire Test, ma colpì Steiner, permettendo a Test di eseguire il running big boot per lo schienamento vincente. Da stipulazione, Steiner divenne proprietà di Test.
Il match successivo fu quello tra Shawn Michaels e Randy Orton. Michaels colpì Orton con la Sweet Chin Music, durante lo schienamento, Ric Flair mise il piede di Orton sopra la corda più bassa, così da poter interrompere lo schienamento. Flair diede a Orton un tirapugni e Michaels colpì Flair con la Sweet Chin Music. Michaels tentò un back suplex, ma Orton lo colpì con il tirapugni e lo schienò vincendo il match.
Il match che seguì fu il tag team match tra la coppia formata da Trish Stratus e Lita contro quella formata da Molly Holly e Gail Kim. Durante la metà dell'incontro, il team della Stratus e Lita ne prese il controllo. Verso la fine, la Stratus gettò la Kim fuori dal ring, mentre Lita eseguì un moonsault su Holly che gli valse la vittoria.

### Match principali
Il quinto match fu il Last Man Standing match tra Kane e Shane McMahon. Prima dell'inizio dell'incontro, McMahon attaccò Kane con una sedia d'acciaio, mentre quest'ultimo stava facendo la sua entrata. Dopo che l'arbitro fece suonare la campana per annunciare l'inizio del match, Kane spinse McMahon, che stava cercando di colpire Kane di nuovo con la sedia. Kane cercò di colpire McMahon con un big boot, ma colpì l'arbitro. Dopo essersi rialzato, Kane tentò il Tombstone Piledriver su McMahon sopra i gradoni d'acciaio, che quest'ultimo contrattaccò con un bulldog e un Coast-to-Coast. Nel finale, McMahon tentò il Leap of Faith dalla cima del Titantron a 7 metri e mezzo d'altezza, fallendo in quanto Kane si spostò. Kane vinse il match dopo che McMahon non si rialzò per il conto di dieci.
Il sesto match fu il triple threat match valevole per l'Intercontinental Championship tra il campione Christian e gli sfidanti Chris Jericho e Rob Van Dam. All'inizio della contesa, Jericho e Christian formarono un'alleanza contro Van Dam. RVD reagì all'offensiva di Jericho e Christian, eseguendo un doppio dropkick. Durante il match, RVD eseguì una doppia DDT su Jericho e Christian. Successivamente, RVD tentò il Five-star frog splash su Christian ma quando l'arbitro venne distratto, Christian colpì Van Dam con il titolo, per poi schienarlo e vincere il match.
Il settimo match fu il tag team match tra il team formato da Al Snow e Jonathan Coachman contro quello formato da Jim Ross e Jerry Lawler, con in palio la postazione di commento. Chris Jericho intervenne in favore del team di Al Snow e Coachman, permettendo al primo di vincere il match.
Il main event fu per il World Heavyweight Championship tra il campione Triple H e lo sfidante Goldberg. Verso la parte finale della contesa, Goldberg tentò una Spear, ma Triple H la contrattaccò con un facebreaker knee smash. Dopo aver cercato di eseguirne un'altra, Triple H fu colpito da Goldberg allo stomaco e con la clothesline. Goldberg eseguì la Spear e il Jackhammer su Triple H per vincere il titolo.

## Conseguenze
Dopo Unforgiven, Triple H offrì una ricompensa di 100.000 dollari a chi fosse riuscito a mettere fuori causa Goldberg. Il primo ad agire per la ricompensa fu Steven Richards, attaccò Goldberg senza successo. Molti wrestler provarono a mettere fuori causa Goldberg tra cui Mark Henry, Rodney Mack e Tommy Dreamer, ma fallirono. Nella puntata di Raw del 20 ottobre, Goldberg affrontò Shawn Michaels per il World Heavyweight Championship. Durante il match, Goldberg e Michaels erano terra, insieme a l'arbitro. Batista intervenne attaccò Michaels. Batista attaccò poi Goldberg rompendogli la caviglia. Successivamente, l'Evolution ricompensò Batista con i 100.000 dollari promessi. La settimana seguente, Eric Bischoff presentò Triple H con il World Heavyweight Championship, dopo gli eventi che si erano svolti la settimana precedente, ma il co-general manager Steve Austin intervenne e annunciò un incontro titolata per le Survivor Series tra Goldberg e Triple H. Nella puntata di Raw del 10 novembre, Goldberg e Batista si affrontarono in un incontro che si concluse per squalifica, a causa dell'interferenza di Triple H. Triple H cercò di infortunare il ginocchio di Goldberg usando una sedia e lo sledgehammer. Tuttavia, Goldberg attaccò Triple H con una Spear e Batista con lo sledgehammer. Alle Survivor Series, Goldberg mantenne il titolo, dopo aver colpito Triple H con una Spear e il Jackhammer.

## Risultati
| #    | Incontri                                                                       | Stipulazioni                                                  | Durata |
| ---- | ------------------------------------------------------------------------------ | ------------------------------------------------------------- | ------ |
| Heat | Maven ha sconfitto Steven Richards (con Victoria)                              | Single match                                                  | 05:13  |
| 1    | The Dudley Boyz hanno sconfitto La Résistance (c)                              | Tag team tables match per il World Tag Team Championship      | 10:17  |
| 2    | Test ha sconfitto Scott Steiner                                                | Single match per i servizi manageriali di Stacy Keibler       | 06:56  |
| 3    | Randy Orton (con Ric Flair) ha sconfitto Shawn Michaels                        | Single match                                                  | 18:47  |
| 4    | Lita e Trish Stratus hanno sconfitto Gail Kim e Molly Holly                    | Tag team match                                                | 06:46  |
| 5    | Kane ha sconfitto Shane McMahon                                                | Last man standing match                                       | 19:42  |
| 6    | Christian (c) ha sconfitto Chris Jericho e Rob Van Dam                         | Triple threat match per il WWE Intercontinental Championship  | 19:03  |
| 7    | Al Snow e Jonathan Coachman hanno sconfitto Jerry "The King" Lawler e Jim Ross | Tag team match per il diritto di essere i commentatori di Raw | 08:16  |
| 8    | Goldberg ha sconfitto Triple H (c) (con Ric Flair)                             | Title vs. career match per il World Heavyweight Championship  | 14:57  |